# Ibis clapejat
L'ibis clapejat (Bostrychia rara) és una espècie d'ocell de la família dels tresquiornítids (Threskiornithidae) que habita selves empantanegades africanes, localment a Guinea, Libèria i Costa d'Ivori, i al sud de Camerun i de la República Centreafricana, Guinea Equatorial, República del Congo i República Democràtica del Congo.